# J. Walter Kennedy Citizenship Award

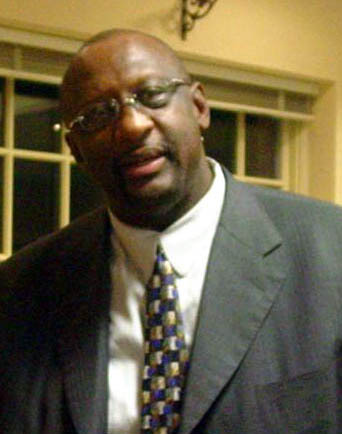
Bob Lanier

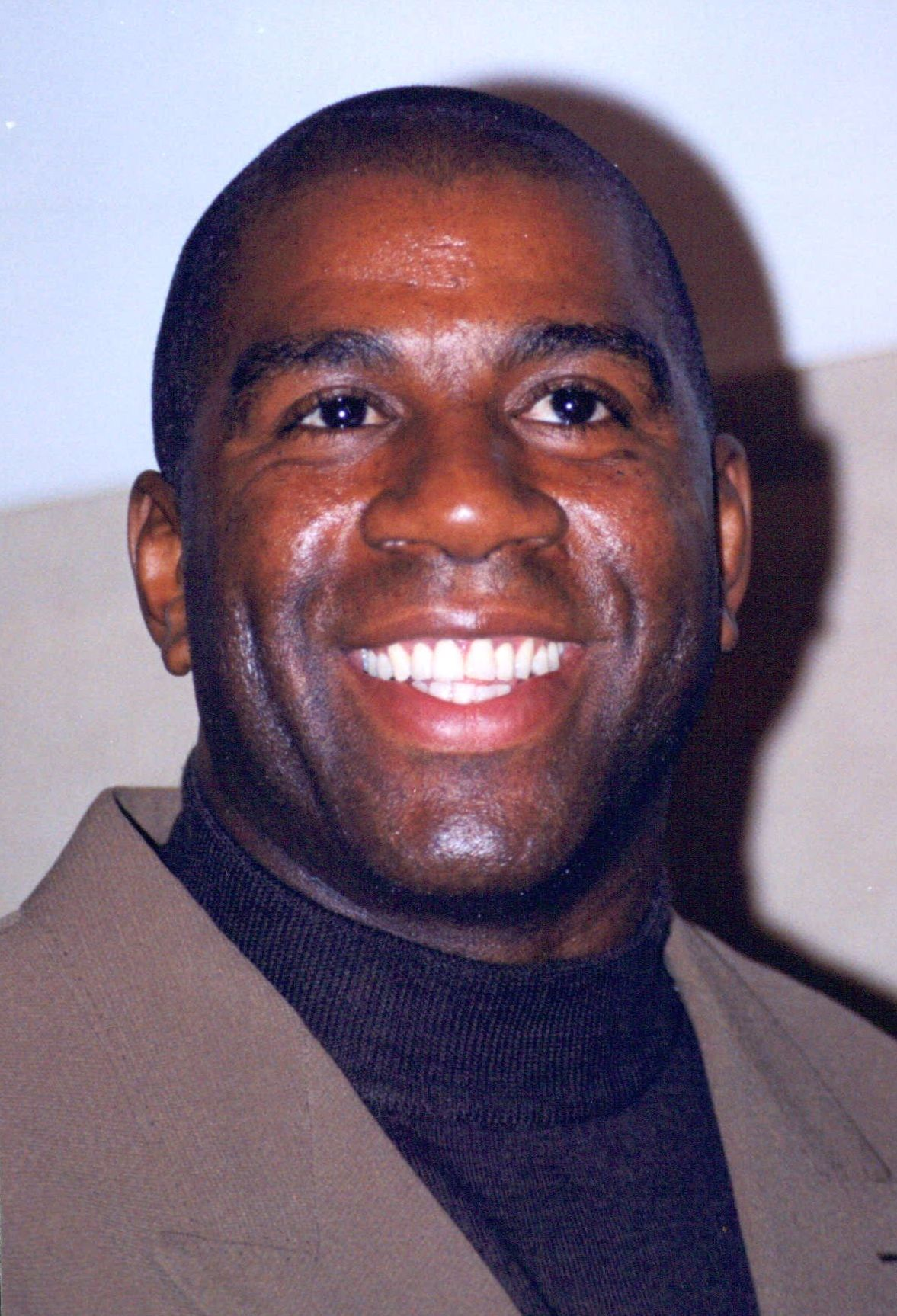
Magic Johnson

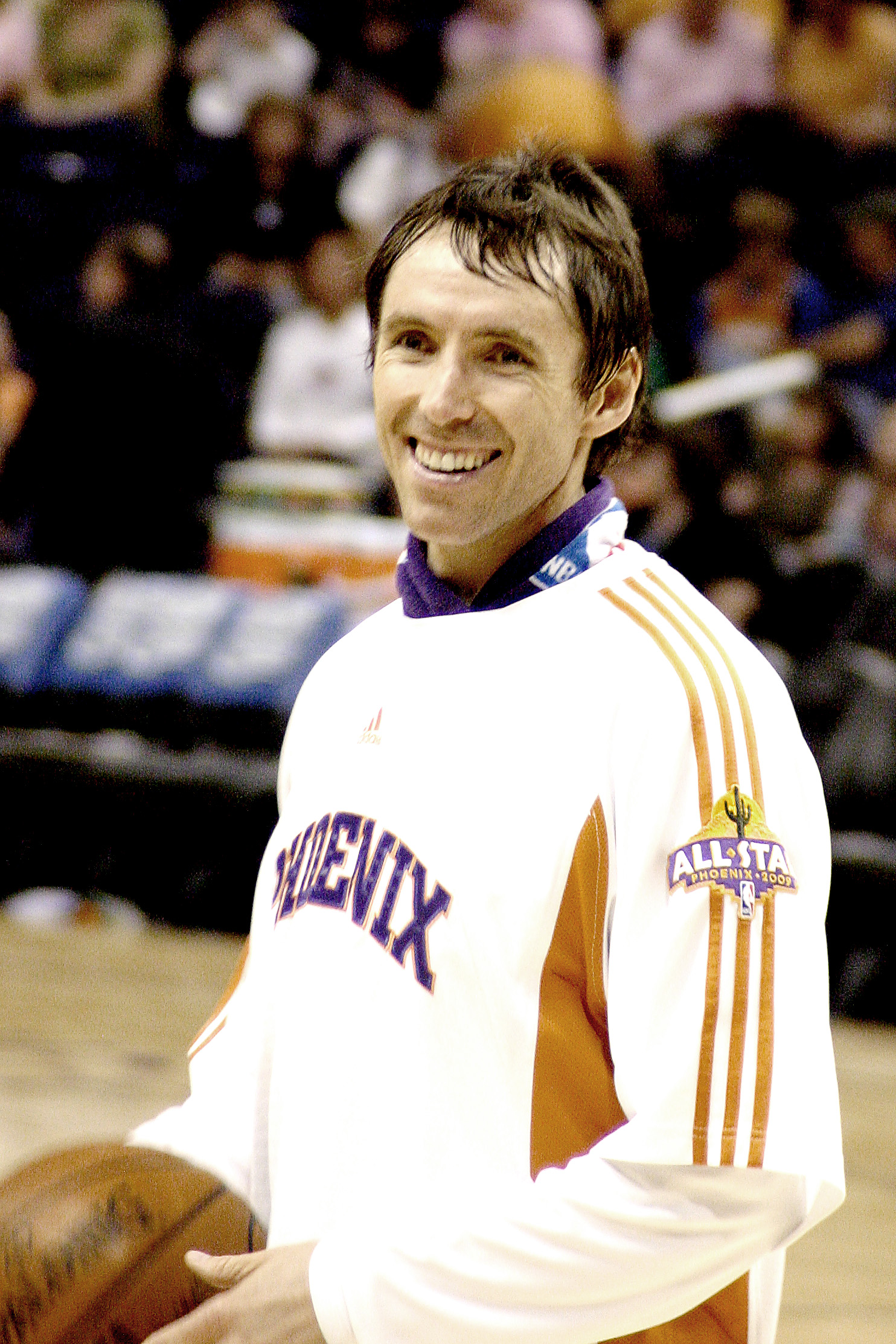
Steve Nash

Il J. Walter Kennedy Citizenship Award è stato un premio della NBA, intitolato a James Walter Kennedy consegnato all'allenatore o cestista che più si è impegnato nel sociale. Nella storia del premio, solo in due occasioni il riconoscimento è stato assegnato a due non giocatori: all'allenatore Frank Layden nel 1984, e al preparatore atletico Joe O'Toole nel 1995.

## Vincitori
|  | Eletto nella Basketball Hall of Fame |

| Stagione  | Vincitore        | Nazionalità    | Squadra                |
| --------- | ---------------- | -------------- | ---------------------- |
| 1974-1975 | Wes Unseld       | Stati Uniti    | Washington Bullets     |
| 1975-1976 | Slick Watts      | Stati Uniti    | Seattle SuperSonics    |
| 1976-1977 | Dave Bing        | Stati Uniti    | Washington Bullets     |
| 1977-1978 | Bob Lanier       | Stati Uniti    | Detroit Pistons        |
| 1978-1979 | Calvin Murphy    | Stati Uniti    | Houston Rockets        |
| 1979-1980 | Austin Carr      | Stati Uniti    | Cleveland Cavaliers    |
| 1980-1981 | Mike Glenn       | Stati Uniti    | New York Knicks        |
| 1981-1982 | Kent Benson      | Stati Uniti    | Detroit Pistons        |
| 1982-1983 | Julius Erving    | Stati Uniti    | Philadelphia 76ers     |
| 1983-1984 | Frank Layden     | Stati Uniti    | Utah Jazz              |
| 1984-1985 | Dan Issel        | Stati Uniti    | Denver Nuggets         |
| 1985-1986 | Michael Cooper   | Stati Uniti    | Los Angeles Lakers     |
| 1985-1986 | Rory Sparrow     | Stati Uniti    | New York Knicks        |
| 1986-1987 | Isiah Thomas     | Stati Uniti    | Detroit Pistons        |
| 1987-1988 | Alex English     | Stati Uniti    | Denver Nuggets         |
| 1988-1989 | Thurl Bailey     | Stati Uniti    | Utah Jazz              |
| 1989-1990 | Doc Rivers       | Stati Uniti    | Atlanta Hawks          |
| 1990-1991 | Kevin Johnson    | Stati Uniti    | Phoenix Suns           |
| 1991-1992 | Magic Johnson    | Stati Uniti    | Los Angeles Lakers     |
| 1992-1993 | Terry Porter     | Stati Uniti    | Portland Trail Blazers |
| 1993-1994 | Joe Dumars       | Stati Uniti    | Detroit Pistons        |
| 1994-1995 | Joe O'Toole      | Stati Uniti    | Atlanta Hawks          |
| 1995-1996 | Chris Dudley     | Stati Uniti    | Portland Trail Blazers |
| 1996-1997 | P.J. Brown       | Stati Uniti    | Miami Heat             |
| 1997-1998 | Steve Smith      | Stati Uniti    | Atlanta Hawks          |
| 1998-1999 | Brian Grant      | Stati Uniti    | Portland Trail Blazers |
| 1999-2000 | Vlade Divac      | Jugoslavia     | Sacramento Kings       |
| 2000-2001 | Dikembe Mutombo  | RD del Congo   | Philadelphia 76ers     |
| 2001-2002 | Alonzo Mourning  | Stati Uniti    | Miami Heat             |
| 2002-2003 | David Robinson   | Stati Uniti    | San Antonio Spurs      |
| 2003-2004 | Reggie Miller    | Stati Uniti    | Indiana Pacers         |
| 2004-2005 | Eric Snow        | Stati Uniti    | Cleveland Cavaliers    |
| 2005-2006 | Kevin Garnett    | Stati Uniti    | Minnesota Timberwolves |
| 2006-2007 | Steve Nash       | Canada         | Phoenix Suns           |
| 2007-2008 | Chauncey Billups | Stati Uniti    | Detroit Pistons        |
| 2008-2009 | Dikembe Mutombo  | RD del Congo   | Houston Rockets        |
| 2009-2010 | Samuel Dalembert | Haiti / Canada | Philadelphia 76ers     |
| 2010-2011 | Ron Artest       | Stati Uniti    | Los Angeles Lakers     |
| 2011-2012 | Pau Gasol        | Spagna         | Los Angeles Lakers     |
| 2012-2013 | Kenneth Faried   | Stati Uniti    | Denver Nuggets         |
| 2013-2014 | Luol Deng        | Regno Unito    | Cleveland Cavaliers    |
| 2014-2015 | Joakim Noah      | Francia        | Chicago Bulls          |
| 2015-2016 | Wayne Ellington  | Stati Uniti    | Brooklyn Nets          |
| 2016-2017 | LeBron James     | Stati Uniti    | Cleveland Cavaliers    |
| 2017-2018 | J.J. Barea       | Porto Rico     | Dallas Mavericks       |
| 2018-2019 | Damian Lillard   | Stati Uniti    | Portland Trail Blazers |
| 2019-2020 | Malcolm Brogdon  | Stati Uniti    | Indiana Pacers         |
| 2022-2023 | Stephen Curry    | Stati Uniti    | Golden State Warriors  |
| 2023-2024 | C.J. McCollum    | Stati Uniti    | New Orleans Pelicans   |